# プラット・アンド・ホイットニー T34

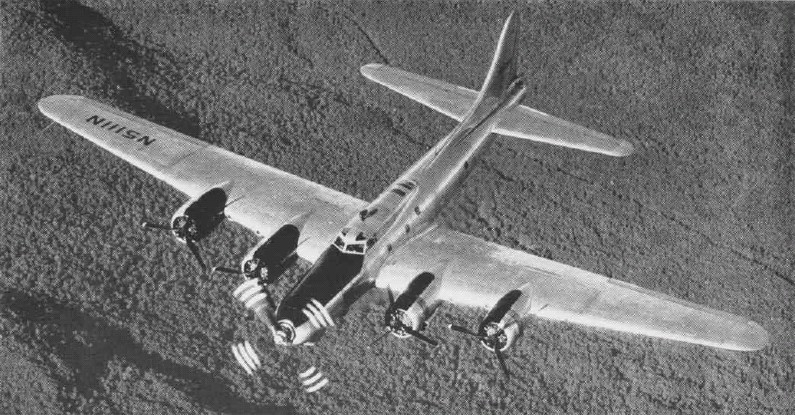
先端部にT34を搭載して飛行試験中のB-17

プラット・アンド・ホイットニー T34 (汎用分類 PT2)はプラット・アンド・ホイットニーによって設計、生産される軸流式 ターボプロップエンジンである。型式名称はTurbo-Waspだった。

## 設計と開発
1945年にアメリカ海軍はターボプロップエンジンの開発に予算をつけた。T34は1951年から1960年に生産されたがアメリカ海軍の量産機では使用されなかった。
YT34エンジンは3葉の広翼弦長プロペラを備え、2機の海軍のロッキード R7V-2 コンステレーション(C-121s)派生型を試験用に使用した。1954年9月1日に飛行試験を実施した。
1950年9月、T34ターボプロップを爆撃の先端部に搭載したボーイングB-17 フライングフォートレスが試験飛行した。最初のT34の搭載機は
後にスーパーグッピーになったボーイング YC-97J ストラトフレイター試作機だった。次の搭載機はダグラスダグラス C-133 カーゴマスターだった。

## 派生型

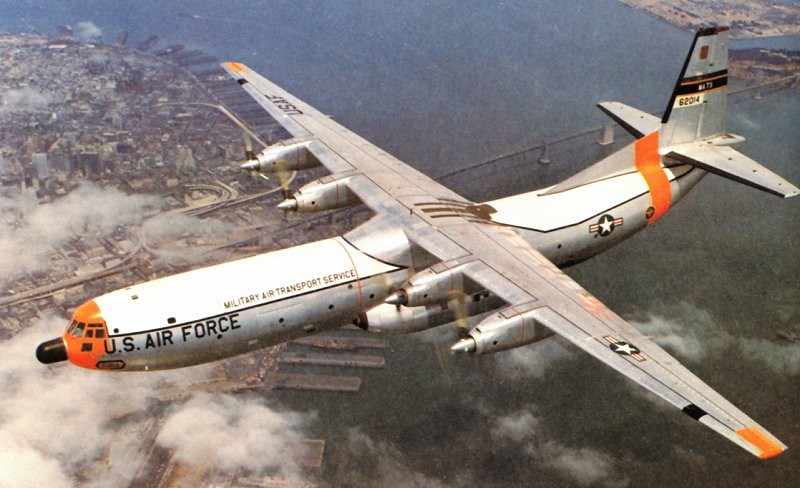
ダグラス C-133 輸送機はT34の最大の搭載機だった。

YT34-P-5
5,229 hp (3,900 kW; 5,200 shp)
YT34-P-12A
5,500 hp (4,101.35 kW)
T34-P-3
6,000 hp (4469 kW)
T34-P-6
5,531 hp (4,120 kW; 5,500 shp)
T34-P-7W
7,100 hp (5288 kW) 水噴射装置を備える
T34-P-9W
7,500 hp (5586 kW) 水噴射装置を備える
PT2F-1
5,500 hp (4,101.35 kW); ロッキード L-1249Bの動力として計画されたが製造されなかった民間仕様.
PT2G-3
5,600 hp (4,200 kW); ロッキード L-1449と搭載される可能性のあったL-1549の動力として計画されたが製造されなかった民間仕様.

## 搭載機
- スーパーグッピー

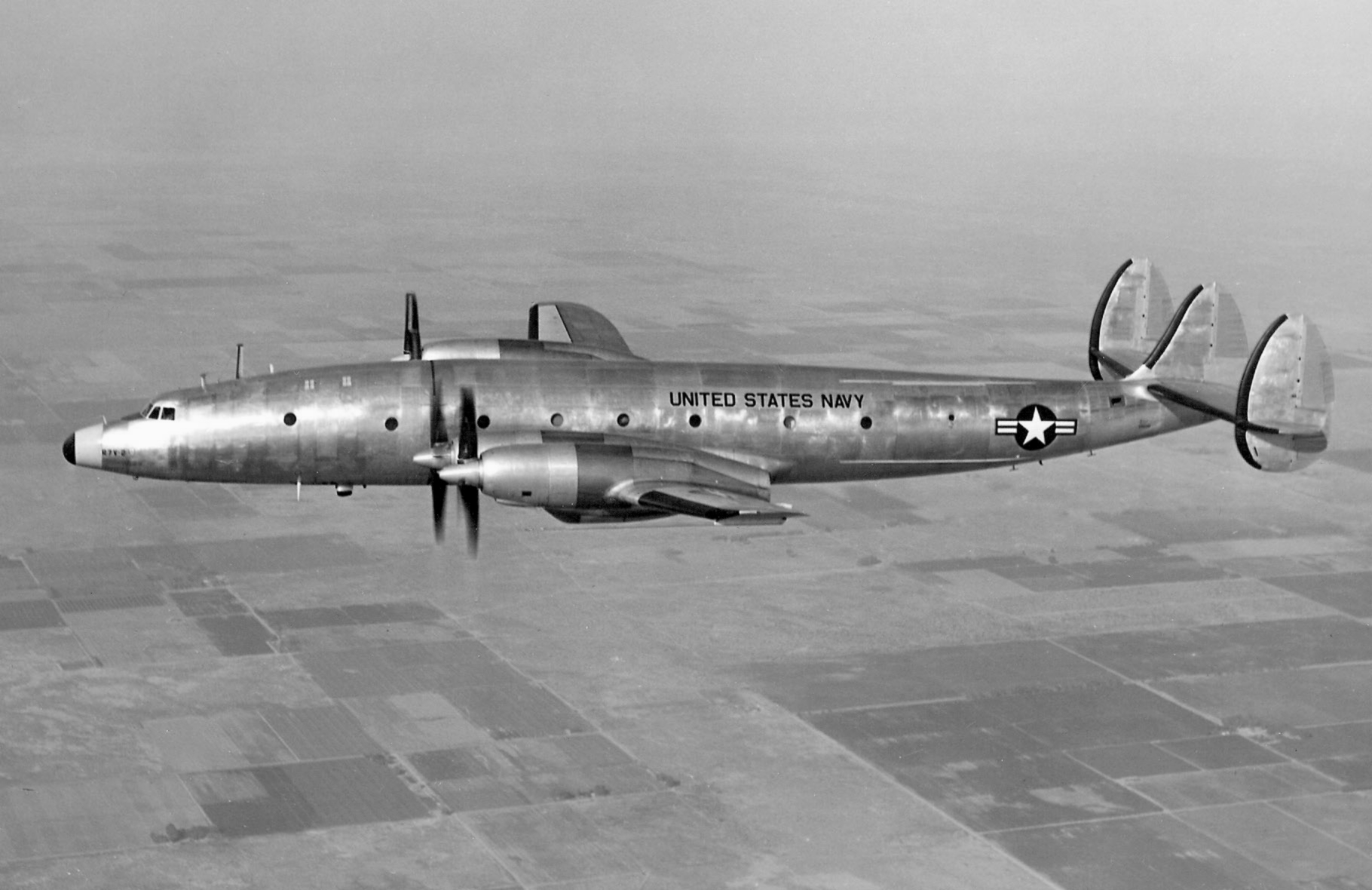
ロッキード R7V-2 コンステレーション

- ボーイング YC-97J ストラトタンカー (YT34-P-5)[4]
- ロッキード R7V-2 コンステレーション (YT34-P-12A)[8]
- ロッキード YC-121F コンステレーション (T34-P-6)[6]
- ダグラス YC-124B グローブマスター II[9]
- ダグラス C-133 カーゴマスター

## エンジンの展示
- T34-P-3: 国立航空宇宙博物館[10] (NASM)
- T34-P-7W: NASM[10]
- T34-P-7WA: パシフィック コースト航空博物館 (PCAM)

## 仕様諸元 (T34-P3)
一般的特性
- 形式: ターボプロップ
- 全長: 156.8 in (3,983 mm)
- 直径: 33.75 in (857 mm)
- 乾燥重量: 2,590 lb (1,175 kg)

構成要素
- 圧縮機: 13段式 軸流式圧縮機
- 燃焼器: 8本の燃焼管を備えたアニュラ型燃焼器
- タービン: 3段軸流式
- 使用燃料: JP-4
- 潤滑システム: 閉ループ式

性能
- 出力: 5,500 shp (4,103 kW) + 推力 1,1250 lbf (5.57 kN) , 6,000 ehp (4,476 kW) (離陸時の出力)
- 全圧縮比（英語版）: 6.7:1
- 出力重量比: 2.32 ehp/lb

出典: Jane's All The World's Aircraft 1961–62